# Etowah (Oklahoma)
Etowah és un poble dels Estats Units a l'estat d'Oklahoma. Segons el cens del 2000 tenia 122 habitants.

## Demografia
Segons el cens del 2000, Etowah tenia 122 habitants, 42 habitatges, i 34 famílies. La densitat de població era de 23 habitants per km².
Dels 42 habitatges en un 45,2% hi vivien nens de menys de 18 anys, en un 78,6% hi vivien parelles casades, en un 0% dones solteres, i en un 19% no eren unitats familiars. En el 19% dels habitatges hi vivien persones soles el 4,8% de les quals corresponia a persones de 65 anys o més que vivien soles. El nombre mitjà de persones vivint en cada habitatge era de 2,9 i el nombre mitjà de persones que vivien en cada família era de 3,32.
Per edats la població es repartia de la següent manera: un 32% tenia menys de 18 anys, un 11,5% entre 18 i 24, un 32,8% entre 25 i 44, un 18% de 45 a 60 i un 5,7% 65 anys o més.
L'edat mediana era de 31 anys. Per cada 100 dones de 18 o més anys hi havia 102,4 homes.
La renda mediana per habitatge era de 34.375 $ i la renda mediana per família de 34.375 $. Els homes tenien una renda mediana de 26.786 $ mentre que les dones 25.833 $. La renda per capita de la població era de 10.190 $. Cap de les famílies estaven per davall del llindar de pobresa.

## Poblacions més properes
El següent diagrama mostra les poblacions més properes.